# Harry Romero
 (février 2013).
Si vous disposez d'ouvrages ou d'articles de référence ou si vous connaissez des sites web de qualité traitant du thème abordé ici, merci de compléter l'article en donnant les références utiles à sa vérifiabilité et en les liant à la section « Notes et références ».
Harry Romero, mieux connu sous le nom de Harry "Choo Choo" Romero, est un DJ et producteur américain.

## Biographie
Il est lié au label Subliminal avec Erick Morillo et Jose Nunez, avec qui il a produit et remixé de nombreux titres, sous l'appellation Constipated Monkeys, The Dronez ou encore Ministers De La Funk. Le trio a gagné le prix Muzik Magazine Remixer of the Year en 1999. Quand il travaille seul, il se fait appeler HCCR ou Mongobonix. Harry possède un sous-label de Subliminal appelé Bambossa, avec lequel il a produit 6 titres tels que Tania, What happened, Son of mongo et Warped. Harry Romero a mixé également sur les compilations Subliminal Sessions comprenant des titres de Subliminal mais également des titres house. Son dernier titre est un remix du titre de Nick & Danny Chatelain, Me resuelve. Il participe également aux soirées Subliminal dans le monde comme au Pacha à Ibiza. En 2007, il mixe 4 fois au club SE1 à Londres en finissant le samedi 10 octobre.

## Discographie

### Album
- 2004: Thatbeat

### Singles
1995
- Urban Turban (sous le nom Soulfuric)
- Sea of Passion (sous le nom Soulfuric)

1996
- Mujeres (sous le nom El Chulo)
- Bad Little Kiddies (avec Junior Sanchez)

1998
- Mongobonix

1999
- Hazin’ and Phazin’ (sous le nom Choo Choo Project)
- Just Can’t Get Enough
- Believe (avec Carlos Sosa et Erick Morillo sous le nom Ministers De-La-Funk feat. Jocelyn Brown)

2000:
- I Will (sous le nom Mongobonix)
- So Lonely (avec Alex Alicea sous le nom Harry & Alex)

2001:
- Suck My Clock
- Tania
- I Want Out (I Can’t Believe)
- Night @ the Black

2002
- Come & Give Me Something (avec Jose Nuñez & Palmrich)
- Keep Your Head Up

2003
- I Go Back (feat. Robert Owens)
- Tornado (vs. Mondo Grosso)
- Dancin’ (avec Erick Morillo & Jose Nuñez feat. Jessica Eve)
- Calling Me

2004
- What Happened (feat. Jessica Eve)
- Be the One (feat. Shawnee Taylor)

2005:
- Warped

2006
- Call Me' (avec Erick Morillo et Jose Nuñez als The Dronez feat. Shawnee Taylor)

2009:
- La Luz
- Jumped

2010
- Phuture
- Jack 2 This
- Voodoo Sex (avec Jose Nunez)
- Where You Are (avec Alexander Technique feat. Shawnee Taylor)
- Acid Kraft (vs. Chris Moody)
- Here Comes That Sound
- It’s Over Now (vs. Lee Kalt et Mark Alston)

2011
- Is This Time Goodbye? (I Gotta to Move On) (feat. Trey Lorenz)
- Pa Ra Ra (Shake) (avec Erick Morillo)
- Overdose
- Tambores

### Remixes
- 1998: Babe Instinct - Disco Babes From Outer Space
- 1999: Basement Jaxx - Red Alert
- 1999: Diana Ross - Not Over You Yet
- 1999: Danny Rampling - Community Of The Spirit
- 1999: Cassius - La Mouche (version éditée du remix de DJ Falcon)
- 2000: Modjo - Lady (Hear Me Tonight)
- 2004: Bob Sinclar - My Only Love
- 2007: Maroon 5 - Makes Me Wonder
- 2007: Yves Larock - Rise Up
- 2008: Steve Angello - Gypsy
- 2008: Lady Gaga feat. Colby O'Donis - Just Dance
- 2009: Bad Boy Bill feat. Alyssa Palmer - Falling Anthem
- 2010: Eddie Thoneick - Funk
- 2010: Cicada - Your Love
- 2011: Erick Morillo & Eddie Thoneick feat. Shawnee Taylor - Stronger
- 2012: Alexandra Burke feat. Erick Morillo - Elephant